# Commoditisierung
Unter Commoditisierung wird in der Wirtschaft ein Trend verstanden, bei dem Produkte oder Dienstleistungen an Differenzierung verlieren und von Kunden als austauschbar wie Commodities wahrgenommen werden.

## Ausgangspunkt Commodities
Ursprünglich bezeichnete der Anglizismus Commodities lediglich Rohstoffe, also einfach strukturierte und in der Gattung jeweils qualitativ annähernd gleichbleibende Handelswaren. Ihre Standardisierung und Fungibilität machte sie zu Commodities, die gegenseitig austauschbar sind und deshalb nicht nur an Präsenzmärkten, sondern auch an Börsen (Warenbörsen) gehandelt werden können. Diese Eigenschaften machen Commodities zu homogenen Gütern.

## Trend
Allerdings scheint sich der Inhalt des Begriffs Commodities im Zeitablauf zu verändern. Fraglich ist, ob lediglich Rohstoffe weiterhin mit dem englischen Commodity gleichzusetzen sind, zumal die voranschreitende Commoditisierung immer mehr Gütern den Status von Commodities zumisst. Außer Rohstoffen gehören mittlerweile auch elektrischer Strom oder sogar Mikrochips zu den Commodities. Angesichts der Komplexität von Mikrochips ist es jedoch sinnvoller, diese den normierten Massenprodukten zuzuordnen. Auch der Übergang von einem Luxusgut zu einem Massenprodukt oder die Veränderung einer Spezialdienstleistung zu einem (kostenlosen) Standarddienst heißt Commoditisierung. Einige Autoren sprechen von einer „Commoditiserung der Märkte“, wenn ehemalige Produktinnovationen (oder Finanzinnovationen) wie beispielsweise MP3-Player oder Handy den Status der Marktreife erreicht haben und bei ihnen keine bedeutsamen Innovationen mehr vorkommen. Im Finanzwesen schreitet die Commoditisierung voran und kommt in der Vereinfachung vormals erklärungsbedürftiger zu selbst erklärenden Produkten zum Ausdruck. Die Standardisierung von Finanzdienstleistungen macht diese vergleichbar und wird auch als Commoditisierung von Finanzprodukten bezeichnet.

## De-Commoditisierung
Sprachlich steht das Präfix „de-“ für „ent-“ und bedeutet etwa „weg von der Commoditisierung“. Die De-Commoditisierung beinhaltet eine Differenzierung, Spezialisierung oder Individualisierung von Produkten und Dienstleistungen. Sprachlich setzt der Begriff voraus, dass zuvor eine Commoditisierung stattgefunden hat. Die Begriffsanwendung ist in der Fachliteratur jedoch uneinheitlich. Einerseits wird darunter mehrheitlich die Stärkung von Alleinstellungsmerkmalen zur Reduzierung der wahrgenommenen Austauschbarkeit von Commodities verstanden, andererseits sollen zwecks Rückgewinnung der Wettbewerbsstärke Unternehmen auf die Unterscheidbarkeit der Produkte bei objektiv vorhandenen Differenzierungspotenzialen setzen. Letztgenannte Quelle versteht unter der De-Commoditisierung einen Prozess zur Schaffung oder Wiederherstellung der Unterscheidbarkeit von Produkten.